# Daniele Baldini
Daniele Baldini (Firenze, 21 febbraio 1964) è un allenatore di calcio ed ex calciatore italiano, di ruolo difensore.

## Carriera

### Giocatore
Nato a Firenze, ma originario di Montemurlo, dopo aver militato in diverse squadre in Serie C1 e Serie C2, ha giocato nell'Empoli, fino a diventare il capitano della formazione che tra il 1995 e il 1997 ha ottenuto il doppio salto dalla C1 alla Serie A. Particolarmente importante il suo gol al 3' di recupero della sfida contro il Vicenza, alla penultima giornata del campionato di Serie A 1997-1998, che sancì la matematica salvezza dei toscani. In azzurro Baldini ha chiuso la sua carriera da calciatore nel 2001.

### Allenatore
Nel campionato 2003-2004 ha intrapreso la carriera di allenatore dirigendo per sole 6 partite l'Empoli, venendo esonerato dopo avere raccolto appena 2 punti. Nella stagione 2004-2005 ha allenato, sempre per poche gare, la Lucchese, dove è stato licenziato dopo la sconfitta in casa col Mantova (0-4). Successivamente è entrato nello staff di Luciano Spalletti, già suo allenatore ai tempi di Empoli, come collaboratore tecnico della Roma. Ha seguito il tecnico toscano nelle stesse vesti anche nelle successive esperienze allo Zenit San Pietroburgo, nuovamente alla Roma, all'Inter, al Napoli e alla nazionale italiana.

## Statistiche

### Statistiche da allenatore
Statistiche aggiornate al 31 gennaio 2005.
| Stagione        | Squadra         | Campionato      | Campionato | Campionato | Campionato | Campionato | Coppe nazionali | Coppe nazionali | Coppe nazionali | Coppe nazionali | Coppe nazionali | Coppe continentali | Coppe continentali | Coppe continentali | Coppe continentali | Coppe continentali | Altre coppe | Altre coppe | Altre coppe | Altre coppe | Altre coppe | Totale | Totale | Totale | Totale | % Vittorie | Piazz.    |
| Stagione        | Squadra         | Comp            | G          | V          | N          | P          | Comp            | G               | V               | N               | P               | Comp               | G                  | V                  | N                  | P                  | Comp        | G           | V           | N           | P           | G      | V      | N      | P      | %          | Piazz.    |
| --------------- | --------------- | --------------- | ---------- | ---------- | ---------- | ---------- | --------------- | --------------- | --------------- | --------------- | --------------- | ------------------ | ------------------ | ------------------ | ------------------ | ------------------ | ----------- | ----------- | ----------- | ----------- | ----------- | ------ | ------ | ------ | ------ | ---------- | --------- |
| lug.-ott. 2003  | Empoli          | A               | 6          | 0          | 2          | 4          | CI              | 1               | 0               | 0               | 1               | -                  | -                  | -                  | -                  | -                  | -           | -           | -           | -           | -           | 7      | 0      | 2      | 5      | &0,00      | Esonerato |
| 2004-gen. 2005  | Lucchese        | C1              | 18         | 3          | 8          | 7          | CI-C            | 7               | 5               | 2               | 0               | -                  | -                  | -                  | -                  | -                  | -           | -           | -           | -           | -           | 25     | 8      | 10     | 7      | 32,00      | Esonerato |
| Totale carriera | Totale carriera | Totale carriera | 24         | 3          | 10         | 11         |                 | 8               | 5               | 2               | 1               |                    |                    |                    |                    |                    |             |             |             |             |             | 32     | 8      | 12     | 12     | 25,00      |           |

## Palmarès

### Giocatore
- Campionato italiano Serie C2: 1

Fano: 1989-1990 (girone C)
- Campionato italiano Serie C1: 1

Ravenna: 1992-1993 (girone A)
- Coppa Italia Serie C: 1

Empoli: 1995-1996